# Rudy Colman
Pour les articles homonymes, voir Colman.
Rudy Colman, né le 15 janvier 1956 à Gand, est un coureur cycliste belge, en activité de 1975 à 1984.

## Carrière
Colman a participé deux fois au Tour de France. En 1979, il abandonne le combat. En 1981, il termine 65e au classement final. En tant que cycliste professionnel, il a remporté dix victoires, dont le Circuit des Trois Provinces d'Avelgem en 1979 et le prix Dr. Tistaert à Zottegem en 1982.
Après sa carrière cycliste, il est devenu le directeur du célèbre Café-Feestzaal De Steenput à Balegem (Oosterzele), après quoi il organise chaque année plusieurs courses cyclistes pour les jeunes.

## Palmarès
- 1978
  - 3e du Grand Prix de la ville de Zottegem
- 1979
  - Puivelde Koerse
  - Circuit des Trois Provinces (Avelgem)
  - 3e du Circuit de la vallée de la Lys
  - 3e du Grand Prix E5
- 1980
  - Tour de Berne
  - 1re étape du Tour de l'Aude
  - 2e de la Flèche halloise
  - 2e de la Mosselkoers
- 1982
  - Grand Prix de la ville de Zottegem
- 1983
  - Harelbeke-Poperinge-Harelbeke

## Résultats sur le Tour de France
2 participations :
- 1979 : abandon à la 13e étape
- 1981 : 65e du classement général